# José Pacheco Moya
José Luis Pacheco Moya (Trujillo, 2 de marzo de 1985) es un político peruano, militante del partido Podemos Perú y elegido como regidor de Lima para el periodo 2019-2022, durante la gestión de Jorge Muñoz. Por su predisposición y dinamismo para atender las demandas de los vecinos de la comuna limeña, es conocido como el regidor chamba.

## Biografía
Es abogado colegiado con más de 12 años de experiencia en administración gubernamental. Especialista en participación ciudadana del Congreso de la República. Además, ha sido expositor sobre temas de desarrollo social, participación juvenil y docencia universitaria. 
Cursó sus estudios superiores en la Universidad Privada del Norte, tiene una maestría en Gestión Pública por la Universidad San Marcos y estudios de maestría en Ciencia Política por la Pontificia Universidad Católica del Perú.
Desde muy joven estuvo interesado en asuntos políticos abordando especialmente temas de juventud, es así como, en el 2014 fue nombrado Director Ejecutivo del Programa Nacional de Empleo Juvenil Jóvenes a la Obra, donde pudo contribuir con el desarrollo y fortalecimiento de las competencias laborales de jóvenes entre 15 y 29 años. Durante la gestión del alcalde Jorge Muñoz ha sido elegido como Presidente de la Comisión Metropolitana de Juventud y Deporte.

## Carrera Política
En el año 2018 participó de las elecciones municipales con el partido político Podemos Perú, siendo elegido como regidor de Lima Metropolitana para el periodo 2019 -2022, desde el inicio de la gestión formó parte de la oposición dentro del Concejo Municipal. En diversas ocasiones dio aviso en sesión de Concejo sobre posibles situaciones de riesgo, como cuando denunció que las instalaciones de algunos parques se encontraban en mal estado, lo que posteriormente ocasionaría el deceso de un menor de 2 años. Del mismo modo, en el año 2019 denunció que había 60 cámaras de videovigilancia inoperativas, una de ellas estaba ubicada en la Av. Abancay con Nicolás de Piérola, lugar donde fallecieron Inti Sotelo y Brayan Pintado durante las protestas por la vacancia de Martín Vizcarra y la renuncia del expresidente interino Manuel Merino. en el año 2020. 

### Gestiones
- En el 2021 fue elegido en sesión de Concejo como Presidente de la Comisión Metropolitana de Juventud y Deporte, lo que le permitió tener trato cercano con organizaciones juveniles y conocer la realidad del distrito. Dentro de ese año realizó el Primer Encuentro Metropolitano por la juventud de autoridades distritales, logrando articular esfuerzos y comprometer a las autoridades a trabajar en favor del desarrollo de la juventud.

- Remodelación y mejoramiento de losas y centros deportivos a nivel metropolitano.
- Recuperación de la vía complementaria al peaje Ramiro Prialé, ubicada en la entrada a Zarate.